# Stanislaus Kobierski
Stanislaus Kobierski (* 13. November 1910 in Düsseldorf; † 18. November 1972 ebenda), auch „Tau“ gerufen, war ein deutscher Fußballspieler. Seine Eltern waren katholische Polen, die aus der seinerzeit preußischen Provinz Posen erst nach Gelsenkirchen und von dort nach Düsseldorf übergesiedelt waren.

## Karriere

### Vereine
Kobierski begann beim SC Schwarz-Weiß 06 Düsseldorf mit dem Fußballspielen und gelangte zur Saison 1929/30 zur TuRU Düsseldorf, für die er als linker Außenstürmer in der vom Westdeutschen Spiel-Verband ausgetragenen Meisterschaft im Bezirk Berg-Mark, Punktspiele bestritt.
Von 1930 bis 1941 spielte er schließlich für Fortuna Düsseldorf, zunächst bis Saisonende 1932/33 im Bezirk Berg-Mark, anschließend in der Gauliga Niederrhein, in einer von zunächst 16, später auf 23 aufgestockten Gauligen zur Zeit des Nationalsozialismus als einheitlich höchste Spielklasse im Deutschen Reich.
Während seiner Vereinszugehörigkeit gewann er fünfmal in Folge die Gaumeisterschaft Niederrhein und nahm entsprechend auch an den Endrunden um die Deutsche Meisterschaft teil. In seinen insgesamt 39 Endrundenspielen, in denen er zehn Tore erzielte, war das Spiel am 11. Juni 1933 sein wichtigstes. Im Finale um die Deutsche Meisterschaft, das in Köln ausgetragen wurde, siegte er mit seiner Mannschaft gegen den FC Schalke 04 mit 3:0. Gegen diesen Verein unterlag er allerdings am 9. Januar 1938 im Finale um den Tschammerpokal mit 1:2. In diesem seit 1935 neu geschaffenen Pokalwettbewerb für Vereinsmannschaften, bestritt er von 1935 bis 1941, jedes Jahr in Folge, insgesamt 18 Spiele, in denen er 13 Tore erzielte.
1939 wurde er in die Reichself des Nationalsozialistischen Kraftfahrerkorps (NSKK) berufen. Im Herbst 1940 spielte er mehrere Wochen lang für die von den deutschen Besatzern gegründete SG Ordnungspolizei Warschau, bevor er zur SG OrPo Berlin abgeordnet wurde. In mehreren Spielen war er 1941 Mannschaftskapitän der Berliner Stadtauswahl.
Zum Ende des Zweiten Weltkriegs geriet er in sowjetische Kriegsgefangenschaft, aus der er erst 1949 ins Rheinland zurückkehrte.
Bereits 39 Jahre alt, kam er für die erste Mannschaft in der Saison 1949/50 in vier Punktspielen, in denen er zwei Tore erzielte, in der zweitklassigen 2. Oberliga West zum Einsatz. Fortuna Düsseldorf ist es als Drittletzter der abgelaufenen Saison 1948/49 nicht gelungen, sich in der Aufstiegsrunde zur Oberliga West zu behaupten.

### Nationalmannschaft
Kobierski bestritt von 1931 bis 1941 26 Länderspiele für die A-Nationalmannschaft und erzielte neun Tore. Sein Debüt gab er am 27. September 1931 in Hannover beim 4:2-Sieg über die Nationalmannschaft Dänemarks. Sein erstes Länderspieltor erzielte er am 25. September 1932 in Nürnberg beim 4:3-Sieg über die Nationalmannschaft Schwedens mit dem Treffer zum 2:0 in der 17. Minute.
Im ersten Länderspiel gegen die Nationalmannschaft Polens am 3. Dezember 1933 im Berliner Poststadion, führte er die DFB-Elf als Mannschaftskapitän aufs Spielfeld. Das Spiel, das mit 1:0 gewonnen wurde, war das Resultat der Annäherungspolitik zwischen Berlin und Warschau, die wenige Wochen später zum deutsch-polnischen Nichtangriffspakt führte, weshalb aus demselben Grunde auch NS-Propagandaminister Joseph Goebbels auf der Ehrentribüne dem Spiel beiwohnte.
Er nahm an der vom 27. Mai bis 10. Juni 1934 in Italien ausgetragenen Weltmeisterschaft teil und bestritt drei Turnierspiele. Beim 5:2-Sieg im Achtelfinale am 27. Mai 1934 gegen die Nationalmannschaft Belgiens erzielte er mit dem Treffer zur 1:0-Führung in der 27. Minute das erste WM-Tor einer deutschen Nationalmannschaft. Im Viertelfinale gegen die Nationalmannschaft Schwedens, das mit 2:1 gewonnen wurde, nicht eingesetzt, kam er im Halbfinale gegen die Nationalmannschaft der ČSR zum Einsatz; das Spiel am 3. Juni in Rom wurde jedoch mit 1:3 verloren. Das am 7. Juni in Neapel gegen die Nationalmannschaft Österreichs ausgetragene Spiel um Platz 3 hingegen mit 3:2 gewonnen. Sein letztes Spiel als Nationalspieler bestritt er am 5. Oktober 1941 in Helsinki beim 6:0-Sieg über die Nationalmannschaft Finnlands, in dem Hermann Eppenhoff und Ernst Willimowski jeweils drei Tore erzielten.

## Erfolge
- Dritter der Weltmeisterschaft 1934
- Deutscher Meister 1933
- Gaumeister Niederrhein 1936, 1937, 1938, 1939, 1940

## Sonstiges
1953 übernahm er von seinem ehemaligen Mitspieler Paul Janes die Trainertätigkeit beim Landesligisten SV Baesweiler 09. Er erreichte mit ihm den Titel des Vizemeisters in der Bezirksliga Mittelrhein.
Anschließend führte er in Düsseldorf eine Lotto- und Totoannahmestelle. Als seinen Ausbildungsberuf gab er „Polizeiwachtmeister“ an.
Am 18. November 1972 – fünf Tage nach seinem 62. Geburtstag – verstarb er in Düsseldorf.